# Lars Arborelius
Lars Rudolf Christian Arborelius, född 4 april 1910 i Stockholm, död 28 april 1988 i Nyhamnsläge, var en svensk arkitekt. Han var son till Rudolf Arborelius och Emmy Glantzberg.

## Biografi
Efter studentexamen i Stockholm 1928 utexaminerades Arborelius från Kungliga Tekniska högskolan 1932 och från Kungliga Konsthögskolan 1939. Han anställdes hos länsarkitekt Conny Nyquist i Karlstad 1932, vid Karolinska sjukhusets arkitektkontor 1935, vid Byggnadsstyrelsen 1938, blev stadsarkitekt i Kumla 1939, i Arboga 1943, i Kristinehamn 1949 och i Örebro 1952 samt var stadsbyggnadschef i Helsingborg 1966–71. Han bedrev även privat arkitektverksamhet och utförde bland annat Adventskyrkan, församlingshem och prästgård i Hallsberg samt restaurerade bland annat Täby och Gräve kyrkor.
Lars Arborelius var 1933–1948 gift med Gudrun Siwer (1908–2003), därefter 1949–1952 med bibliotekarien Brita Unander (1915–2003) och 1952 med Ulla Johnson (1924–2009), dotter till språkläraren Sigurd Johnsson och Anna Sandholm. Han var far till sju barn, bland vilka, från äktenskapet med stadsbibliotekarien Brita Arborelius, märks kardinalen och  biskopen i Stockholms katolska stift, Anders Arborelius.

## Bilder

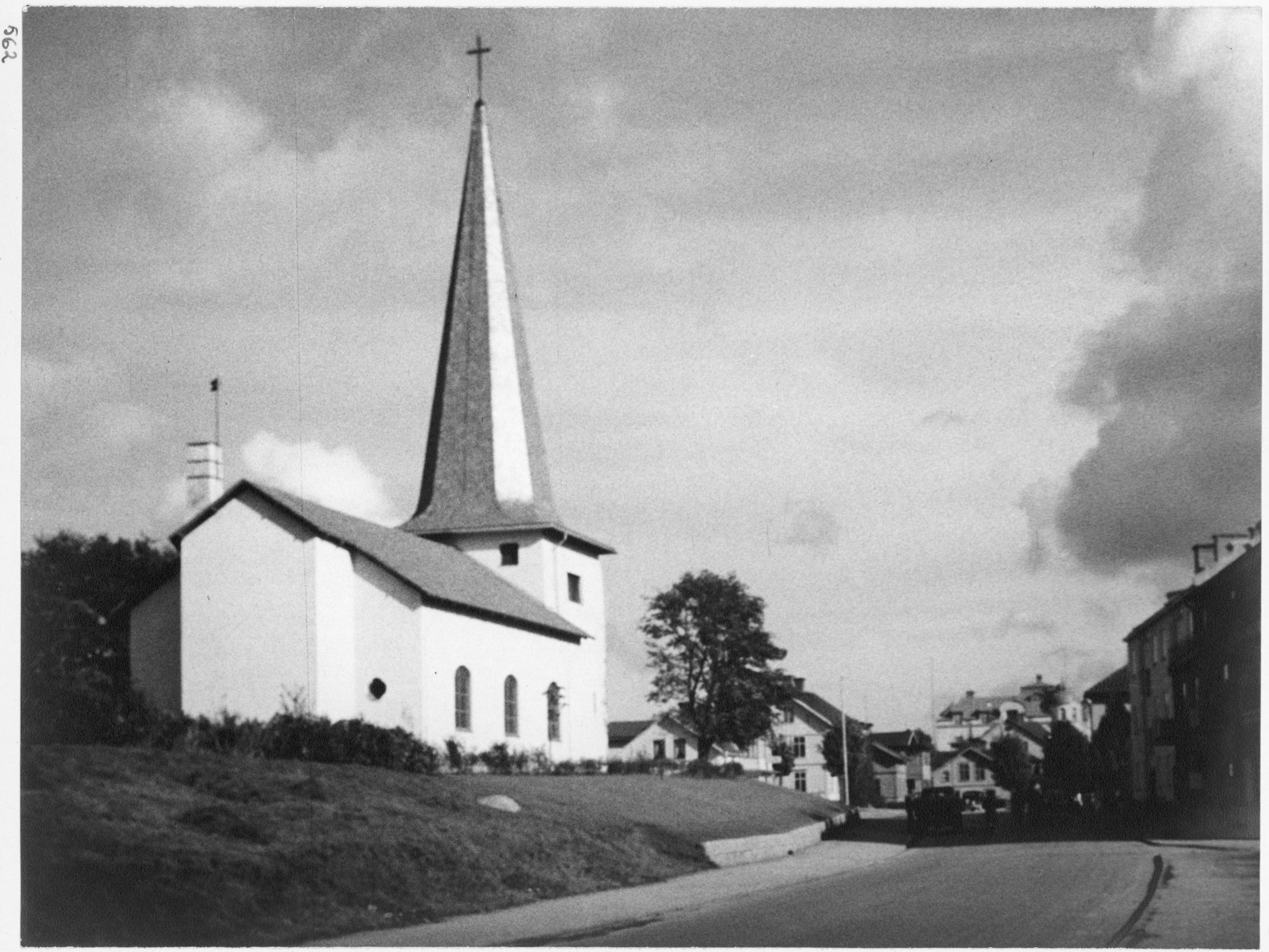
Hallsbergs kyrka
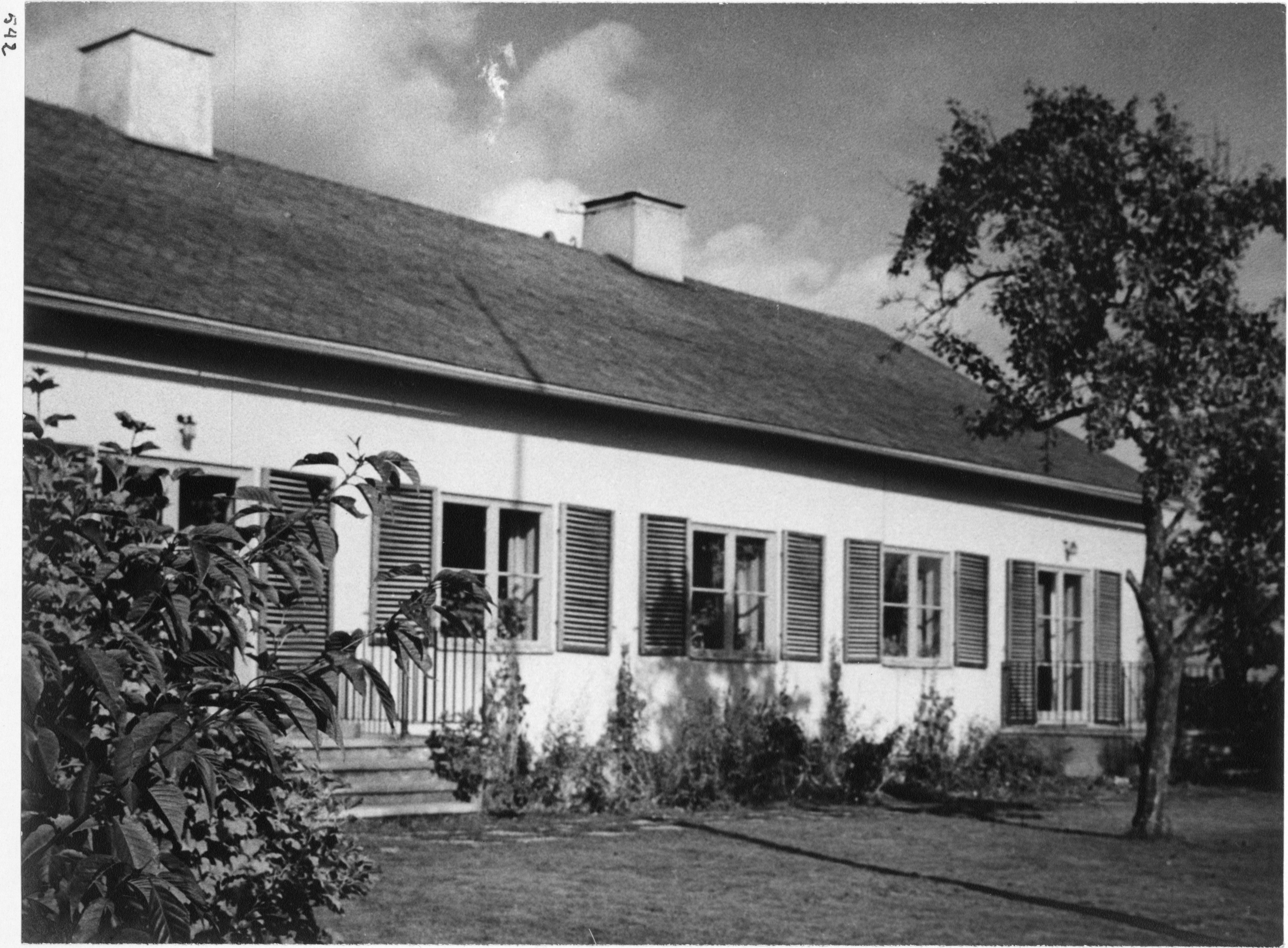
Hallsbergs prästgård
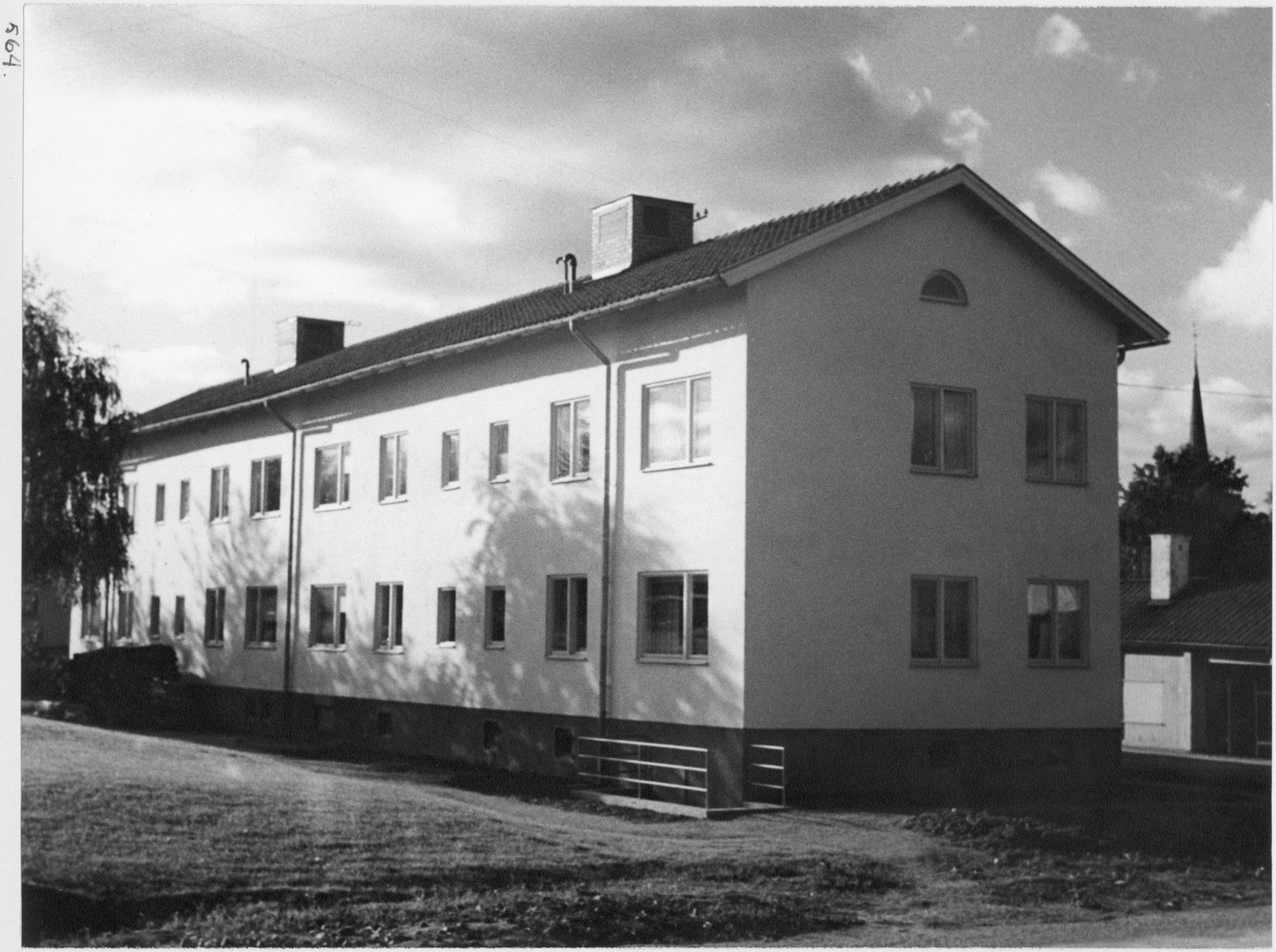
Pensionärshem, Arboga
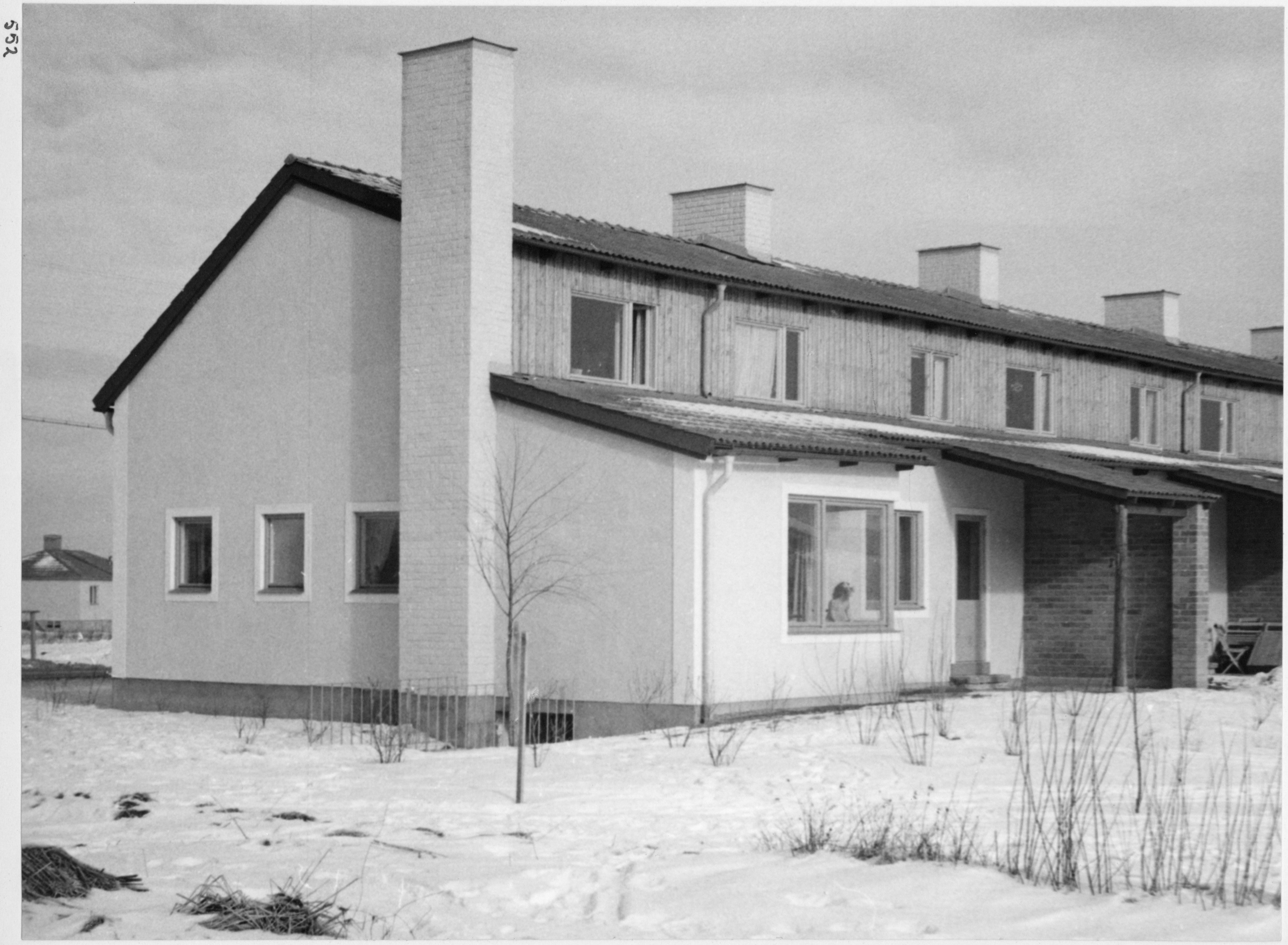
Radhusområde, Arboga